# موراگاهائوپوتا
موراگاهائوپوتا (به لاتین: Moragahaulpota) یک منطقهٔ مسکونی در سری‌لانکا است که در استان مرکزی (سری‌لانکا) واقع شده‌است.